# Kettlasbrunn
Kettlasbrunn ist eine Ortschaft sowie seit 1972 eine Katastralgemeinde der Stadtgemeinde Mistelbach im Bezirk Mistelbach in Niederösterreich. Die Ortschaft hat 522 Einwohner (Stand 1. Jänner 2024). Bis Ende 1971 war Kettlasbrunn eine eigenständige Gemeinde.

## Geografie
Kettlasbrunn liegt etwa 7 km östlich der Stadt Mistelbach nahe der Brünner Straße (B 7).
Das Dorf Kettlasbrunn liegt im Tale des Kettlasbaches und umfasst 281 Häuser und 540 Einwohner.

## Geschichte
Am 14. Dezember 1055 wurde Kettlasbrunn zum ersten Male erwähnt (Govatisbrunnen), als ein edler Richwin, der sich an einem Aufstand gegen Kaiser Heinrich III. beteiligt hatte, seiner Lehen verlustig erklärt wurde. Dass die Gegend aber auch schon früher von Menschen begangen, vielleicht bewohnt wurde, zeigt ein 1901 aufgedecktes (Kelten-)Grab, in dem sich ein Tongefäß fand.
Der Ort litt im Laufe der Jahre im Vergleich zu anderen Siedlungen besonders stark unter den Folgen von Kriegen, Unwetterkatastrophen, Seuchen und Feuersbrünsten. An manche dieser Katastrophen erinnern heute noch Gedenktage und Wallfahrten, die frommen Gelöbnissen während dieser traurigen Zeiten ihren Ursprung verdanken. So wird seit dem Pestjahr 1613/14 das Fest des Heiligen Sebastian (Kirchenpatron) noch immer als Bet-, Buß- und Fasttag gehalten.
Mit 1. Jänner 1972 wurden im Zuge der Niederösterreichischen Kommunalstrukturverbesserung die bis dahin selbständigen Gemeinden Eibesthal, Frättingsdorf, Hörersdorf, Hüttendorf, Kettlasbrunn, Paasdorf und Siebenhirten mit Mistelbach an der Zaya fusioniert und dabei die entstehende Gemeinde auf Mistelbach umbenannt.

## Kultur und Sehenswürdigkeiten

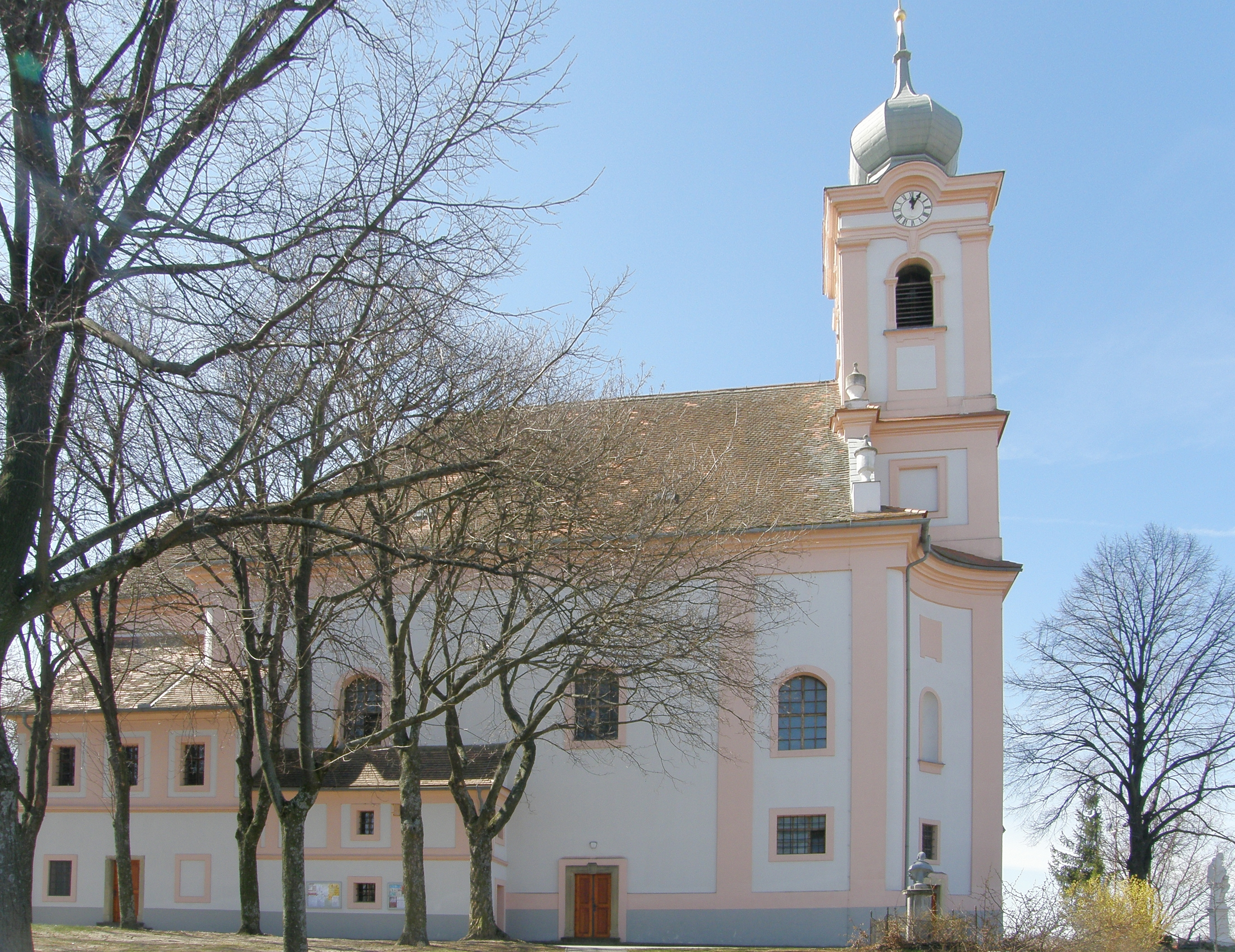
Pfarrkirche Kettlasbrunn

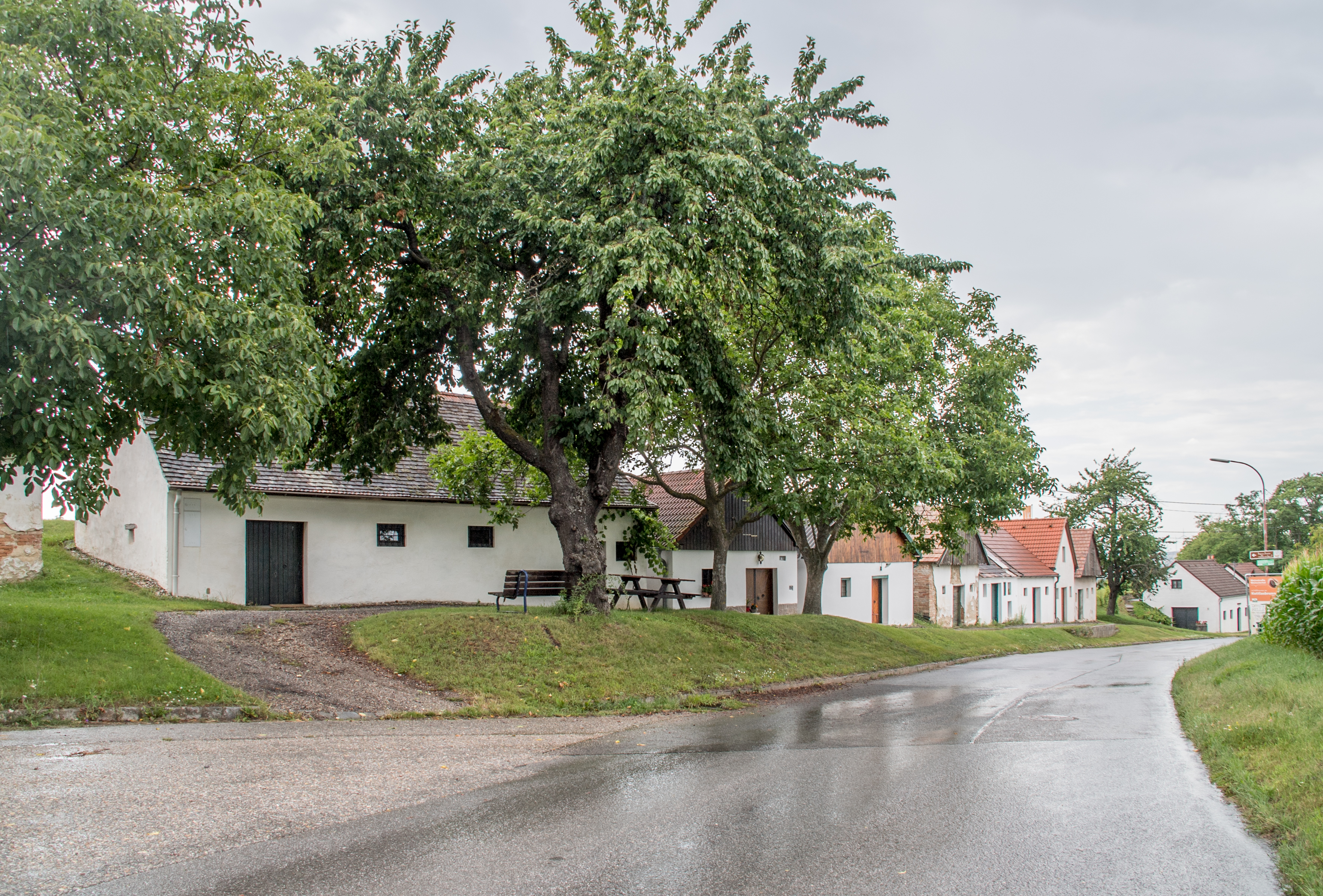
Kellergasse in Kettlasbrunn

- Katholische Pfarrkirche Kettlasbrunn hl. Sebastian: Die Pfarrkirche zu Kettlasbrunn ist eine Wallfahrtskirche und dem Hl. Sebastian geweiht, dessen Patrozinium am 20. Jänner gefeiert wird. Sie wurde als einfache Landbarockkirche mit einem weitläufigen Innenraum gebaut. Es gibt einfache Jugendstilmalereien und ein bewundernswertes Heiliges Grab.
- Seit 1614 erfüllt die Gemeinde ein Gelöbnis, wegen der damals aufgetretenen Pest das Fest des Hl. Sebastians als Bet-, Buß- und Fasttag immer zu feiern.
- Ein geweihtes Heiligenbild hing an der Bildföhre, die am Wege von Kettlasbrunn nach Blumenthal am Waldesrand stand. Diese wurde aber während eines Sturmes entwurzelt und hat, da sie das Kettlasbrunner Wahrzeichen ist, im Baumkreis Veltlinerland ihre heutige Situierung erhalten.

## Wirtschaft und Infrastruktur
Im Ort besteht Weinbau.

## Bildung
In Kettlasbrunn befindet sich ein Kindergarten.